# Leelo seto
Le leelo seto (en seto, le chant seto) est le style de chant traditionnel des Setos, un peuple du sud de l'Estonie et de la Russie. La musique est caractérisée à la fois par une mélodie polyphonique hétérophonique et un timbre de voix spécifique. Les textes suivent des règles et structures poétiques particulières.

## Description
Le leelo se caractérise par l’alternance des parties. Un chanteur principal chante un couplet et est ensuite rejoint par le chœur qui reprend les dernières syllabes avant de répéter la phrase tout entière. La partie du chanteur principal est normalement plus rapide que la partie chorale, généralement stable et mélodieuse.
Le chœur répète les mots du chanteur principal à deux ou trois voix, ou fait des variations. La plupart chante la partie principale, appelée torrõ. Des variantes hétérophoniques ajoutent une voix d’accompagnement plus basse. Le leelo se caractérise par une partie polyphonique plus aiguë appelée killõ qui est exécutée par un chanteur à la voix forte. Bien que la tradition seto inclue également le chant monophonique, c’est la combinaison de voix multiples et de timbres particuliers qui la distingue.
Les chanteurs setos principaux reprennent des textes appris auprès de grands chanteurs du passé, mais un chanteur principal doit aussi être capable de créer de nouveaux chants. Pour cela il lui faut connaître des formules poétiques traditionnelles et les règles du système poétique et métrique.
Aujourd’hui comme autrefois le leelo est l'un des piliers de l’identité seto. Il transmet un mode de vie, une langue et des traditions. Il peut être entendu à l’occasion de presque tous les événements la communauté seto.

## Les chœurs leelo
Les chœurs leelo sont des vecteurs fondamentaux de la tradition du leelo. Les chœurs sont généralement constitués en majorité de femmes. Elles sont les principaux agents et transmetteurs du leelo. Il existe actuellement deux chœurs masculins de leelo. 
Les chœurs leelo sont basés dans le Setomaa et dans les grandes villes d’Estonie où vivent actuellement les Setos. On en compte une vingtaine, comprenant chacun une dizaine de chanteurs. Bien que la plupart des chœurs leelo soit basée en Estonie, il en existe également quelques-uns en Russie.
Jusqu’au début du XXe siècle, un « chœur » était constitué des chanteurs d’une même famille ou d’un même village. Les chœurs se sont peu à peu institutionnalisés en se produisant en dehors de la communauté seto. En raison des contraintes de la période soviétique et du changement culturel général, le leelo seto est devenu « un art d’amateurs » et « une culture traditionnelle » depuis qu'il est pratiqué sur une scène. Le nombre des occasions plus intimes et spontanés de chant a diminué.
Dans un chœur organisé, les chanteurs ne sont pas toujours en mesure de suivre un cycle traditionnel ni de chanter tel ou tel type de chant. C'est pour cela que l'on chante plus souvent les chansons qui ne sont pas liées à des contextes rituels ou temporels particuliers. Les chœurs constitués adoptent généralement des répertoires aux textes relativement fixes. En conséquence, le nombre de chanteurs capables d’improviser facilement des couplets est en diminution. Néanmoins, le leelo garde toute sa puissance sur scène. La tradition est très vivante lors d’événements communautaires et les chœurs leelo sont une source de fierté pour les Setos. À l’occasion de festivités, d’autres membres de la communauté peuvent librement se joindre à eux et chanter avec eux.
Comme la famille et la communauté rurale ont cessé leur rôle d’initiateurs et de formateurs à la culture seto, cette fonction a été reprise par les chœurs leelo. Ils rassemblent des femmes d’âge différent et transmettent les savoirs traditionnels. Comme le seto n’est presque plus parlé à la maison, les chœurs d’enfants jouent un rôle essentiel pour la pratique de la langue. Les chœurs font en outre connaître le Leelo et d’autres traditions setos aux Estoniens et aux visiteurs étrangers. De plus, les choristes setos se produisent assez fréquemment à l’étranger, dans les pays voisins aussi bien que dans d’autres pays d’Europe ou d’ailleurs.

## Historique
On estime que la structure poétique et certaines caractéristiques musicales du leelo ont mille ans d’âge. Il a évolué à partir des anciennes traditions chorales des peuples balto-finnois. La tradition chorale runo est bien établie chez la plupart des Balto-Finnois vivant autour de la mer Baltique. Mais le style de leelo seto rappelle aussi les traditions chorales russes.
Autrefois, le leelo accompagnait presque toutes les activités quotidiennes des communautés rurales des Setos. Il rythmait le travail, les loisirs, les fêtes ainsi que les rites et les coutumes. Les règles régissant le mode de vie communautaire se sont transmises par le chant. Il servait également à commenter ou critiquer la vie sociale.
L’interpénétration du séculier et du religieux dans la vie des Setos constitue une caractéristique remarquable de leur culture. Le cycle des fêtes religieuses et des carêmes divisait leur calendrier en périodes pendant lesquelles les coutumes religieuses autorisent une certaine dose de chant.

## Aujourd'hui
La modernisation ainsi que les changements sociaux et politiques du XXe siècle ont affecté la vie et les traditions chorales des Seto. Aujourd’hui, le leelo constitue toujours un élément central, émouvant et très apprécié de la culture seto. Il est surtout représenté sur scène. Mais les Setos souhaitent également raviver le rôle du leelo dans leur vie quotidienne.
Le nombre de mélodies chantées est plus faible et stable qu’autrefois. D’une façon générale, les chanteurs setos contemporains ne composent pas de nouvelles mélodies, mais font un choix parmi les airs traditionnels appropriés. Les liens avec le passé sont très importants pour les chanteurs : les chants sont hérités des anciennes générations et appris grâce aux documents d’archive. Les costumes et les bijoux traditionnels se transmettent dans la famille et sont portés à l’occasion de festivités.
On a constaté un regain d’activités culturelles et politiques de la part des Setos lorsque l’Estonie a retrouvé son indépendance en 1991. Plusieurs nouveaux chœurs de leelo ont été créés. Au cours des dernières décennies, les Setos ont réappris à chanter spontanément.
Le Leelo fait partie intégrante des festivités communautaires nouvelles ou traditionnelles comme des festivités villageoises liées à des fêtes religieuses (kirmas). En 1977 ont été inaugurés les festivals de la « Journée du Leelo » qui rassemblent presque tous les chœurs leelo. Depuis 1994, le « Jour du Royaume seto » est célébré chaque année. Cet événement est fondé sur la culture traditionnelle et lié aux kirmas. Lors des concours, celui qui a composé les meilleures paroles de leelo se voit attribuer le titre très convoité de « mère du chant du Roi ». La veille est un jour consacré aux enfants où un certain nombre d’activités et d’événements ont lieu autour du patrimoine culturel seto.
Plusieurs compositeurs estoniens se sont inspirés de la musique seto, et le leelo seto a même été récemment assaisonné à la sauce pop. Bien que toutes ces initiatives n’aient pas été du goût de la communauté, elles ont certainement fait connaître le leelo ou ses éléments aux jeunes générations.

## Liste représentative dupatrimoine culturel immatériel de l’humanité
En 2009 le leelo seto a été inscrit sur la Liste représentative du patrimoine culturel immatériel de l'humanité. Le Comité intergouvernemental de sauvegarde du patrimoine culturel immatériel a décidé que le leelo seto satisfait aux critères d’inscription comme suit :
1. :Le leelo seto, tradition chorale polyphonique seto, est un symbole de longue date de l’identité et de la continuité de la communauté seto qui s’est engagée à maintenir sa transmission de génération en génération ;
2. : L’inscription de cet élément sur la Liste représentative pourrait inciter d’autres communautés estoniennes à redécouvrir, valoriser et promouvoir leur patrimoine et, tout en préservant sa symbolique locale, pourrait contribuer à assurer la visibilité du patrimoine culturel immatériel et favoriser le dialogue et la diversité culturelle dans le monde ;
3. : La communauté et les autorités locales et nationales ont élaboré un plan exhaustif de sauvegarde intégrale qui prévoit des cours pour les enfants et des activités promotionnelles afin de permettre à la tradition leelo de s’inscrire de nouveau comme l’un des axes principaux de la vie quotidienne de la communauté ;
4. : La candidature de cet élément a été proposée avec la pleine participation du Congrès seto, l’Union des municipalités rurales de Setomaa, et les chœurs leelo, et avec le consentement libre, préalable et éclairé des praticiens et des représentants de la communauté, exprimé par courrier ;
5. : Cet élément figure dans l’inventaire national du patrimoine culturel immatériel de la République estonienne, géré par le Centre de formation et de développement de la culture populaire estonienne.